# 南岔镇 (瓜州县)
南岔镇，是中华人民共和国甘肃省酒泉市瓜州县下辖的一个乡镇级行政单位。

## 行政区划
南岔镇下辖以下地区：
十工村、九南村、九北村、八工村、开工村、六工村、七工村和南岔村。